# Aeroportul Chuathbaluk
Aeroportul Chuathbaluk (IATA: CHU, ICAO: PACH, FAA LID: 9A3) este un aeroport din Alaska, Statele Unite ale Americii ce deservește zona Chuathbaluk⁠(d). Aeroportul a fost tranzitat în 2019 de 1.046 de pasageri. A fost numit după zona deservită.
Situat la o altitudine de 74 m, aeroportul dispune de 1 pistă. Este operat de Alaska Department of Transportation & Public Facilities⁠(d).

## Infrastructură

### Piste
Aeroportul dispune de o singură pistă. Pista 09/27 are dimensiunile 3.401 picioare × 60 picioare. 